# Kaetlyn Osmond
Kaetlyn Osmond, född 5 december 1995, är en kanadensisk idrottare som tävlar i konståkning. Hon ingick i det kanadensiska lag som blev olympiska mästare i lagtävlingen vid olympiska vinterspelen 2018 i Pyeongchang i Sydkorea.
Osmond deltog även vid olympiska vinterspelen 2014 där hon ingick i laget som vann olympiskt silver.